# Lorenzo Pagans

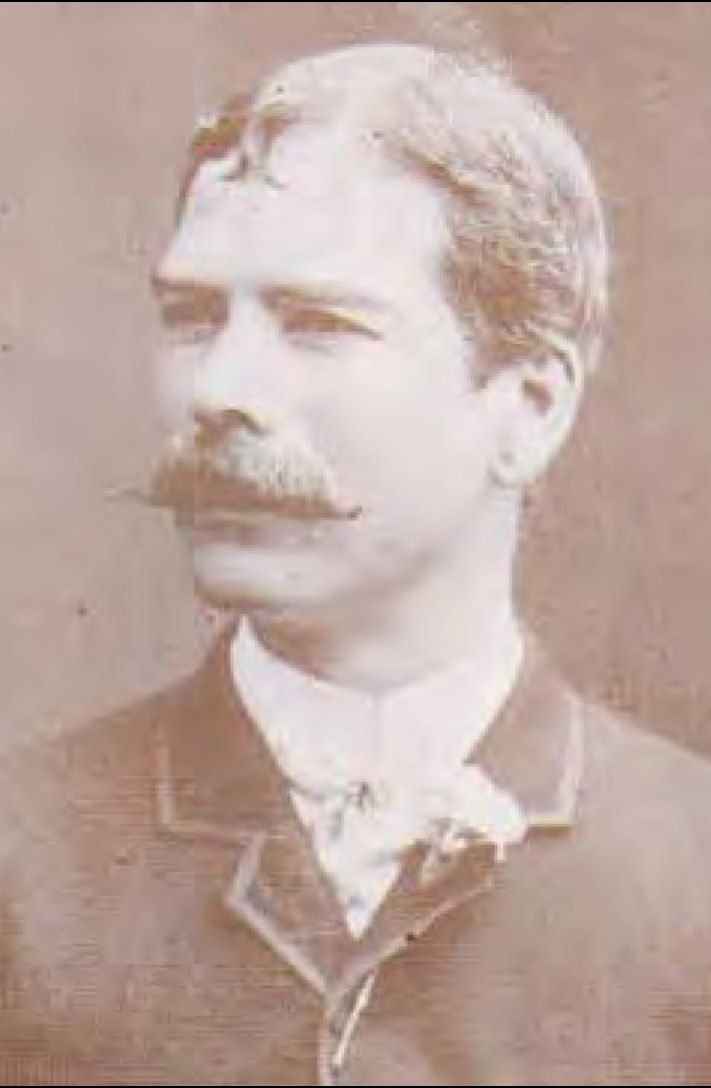
Lorenzo Pagans, unbekannter Fotograf, um 1860/1870

Lorenzo Pagans (katalanisch Llorenç Pagans i Julià)  (* 15. Dezember 1833 in Cervià de Ter, Provinz Girona, Katalonien; † 7. Juli 1883 in Paris, Frankreich) war ein spanischer (katalanischer) Tenor, Musiker und Komponist.

## Leben
Lorenzo Pagans kam als Llorenç Pagans i Julià 1838 in Cervià de Ter als Sohn von Pere Pagans und Maria Julià zur Welt. 1841, im Alter von acht Jahren, sang er im Chor (Capella de Musica) der Kathedrale Santa Maria von Girona. Der Leiter des Chors, Josep Barba, förderte das musikalische Talent von Pagans und nahm ihn 1846 mit nach Barcelona, wo er seine musikalische Ausbildung erhielt. Als Sechzehnjähriger wurde er 1849 Organist der Kirche Santa Maria del Mar in Barcelona. 1852 sang er als Bariton in der Oper Poliuto von Gaetano Donizetti in Maó auf Menorca.
Im Alter von 20 Jahren zog er 1853 nach Paris, wo er den überwiegenden Teil seines Lebens verbrachte und als Lorenzo Pagans bekannt wurde. Er debütierte als Tenor im Théâtre-Italien und gehörte bald zu den erfolgreichen Sängern der Pariser Opernwelt. An der Pariser Oper trat er erstmals 1860 in der Rolle des Idreno in der Oper Semiramide von Gioachino Rossini auf. In diesem Stück spielte er 1863 auch während einer Tournee in Barcelona. Im dortigen Gran Teatre del Liceu sang er zudem die Rolle des Ernesto in der Oper Don Pasquale von Donizetti. Eine weitere Station dieser Tournee war das Opernhaus Teatro Real in Madrid. Zurück in Paris trat er in zahlreichen Opern auf, darunter Werke von Georg Friedrich Händel und Wolfgang Amadeus Mozart. Als Pianist und Gitarrist spielte Pagans im Pariser Konzerthaus Salle Pleyel und in den Pariser Salons Stücke von Charles Gounod, Jules Massenet und Camille Saint-Saëns. Darüber hinaus komponierte Pagans einige Lieder.
Zu den Gastgebern, die Pagans zu Konzerten in ihre Salons einluden, gehörte Mathilde Bonaparte, die den Musiker auf ihrem Schloss in Saint-Gratien (Val-d’Oise) einlud. Ein weiterer Gastgeber war der Bankier Auguste de Gas, der regelmäßig Freunde zu Hauskonzerten empfing. Dessen Sohn, der Maler Edgar Degas, schuf mehrere Porträts von Lorenzo Pagans, darunter das um 1871–1872 entstandene Gemälde Lorenzo Pagans und Auguste de Gas (Musée d’Orsay, Paris). Der Musiker war zudem Gast im Hause Manet. Suzanne Manet, Ehefrau des Malers Édouard Manet, war selbst Pianistin und lud ebenfalls einmal wöchentlich in ihren Salon ein. 1879 malte Édouard Manet das kleinformatiges Bildnis des Monsieur Pagans.

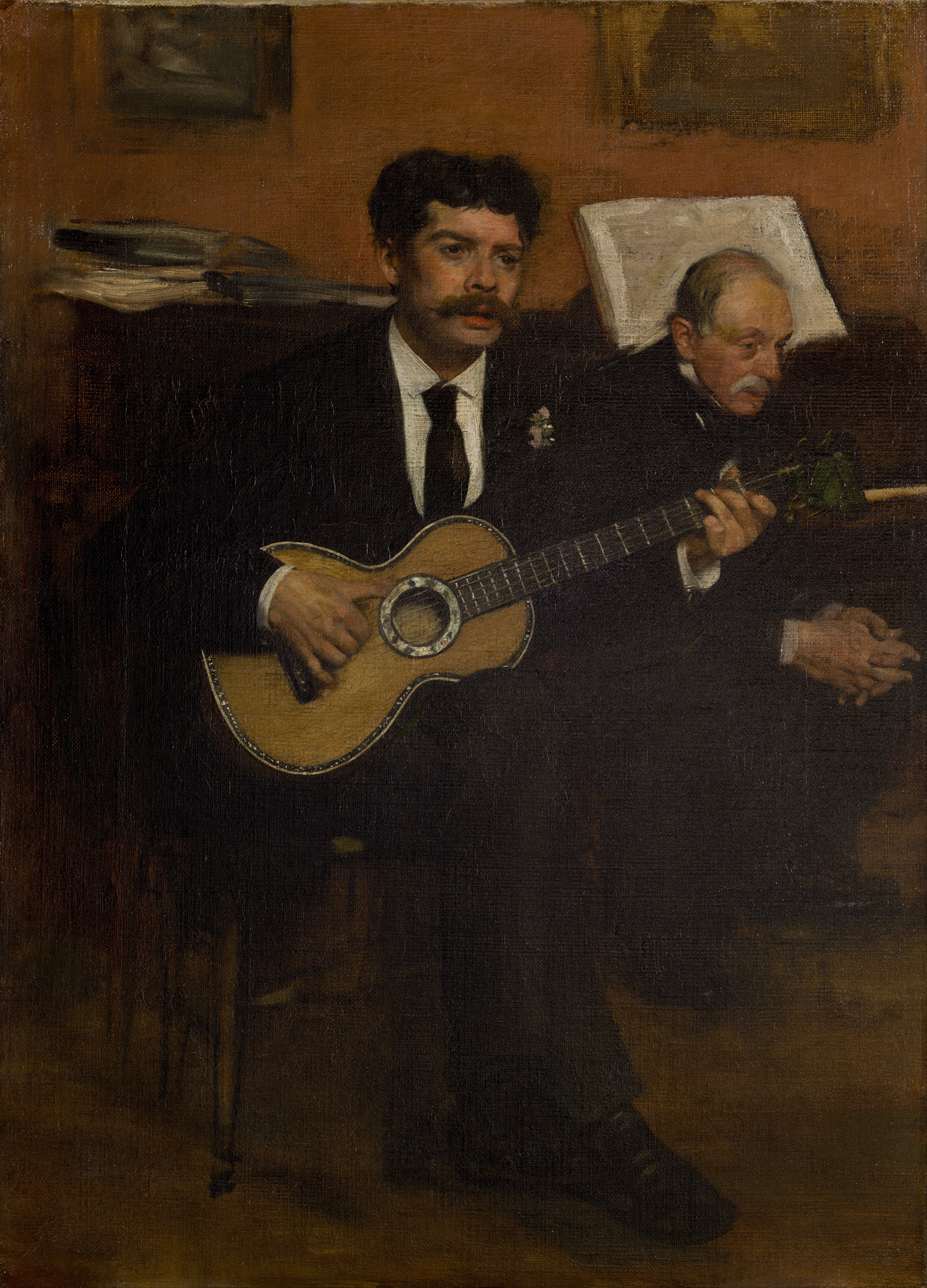
Edgar Degas: Lorenzo Pagans und Auguste de Gas, um 1870–1871
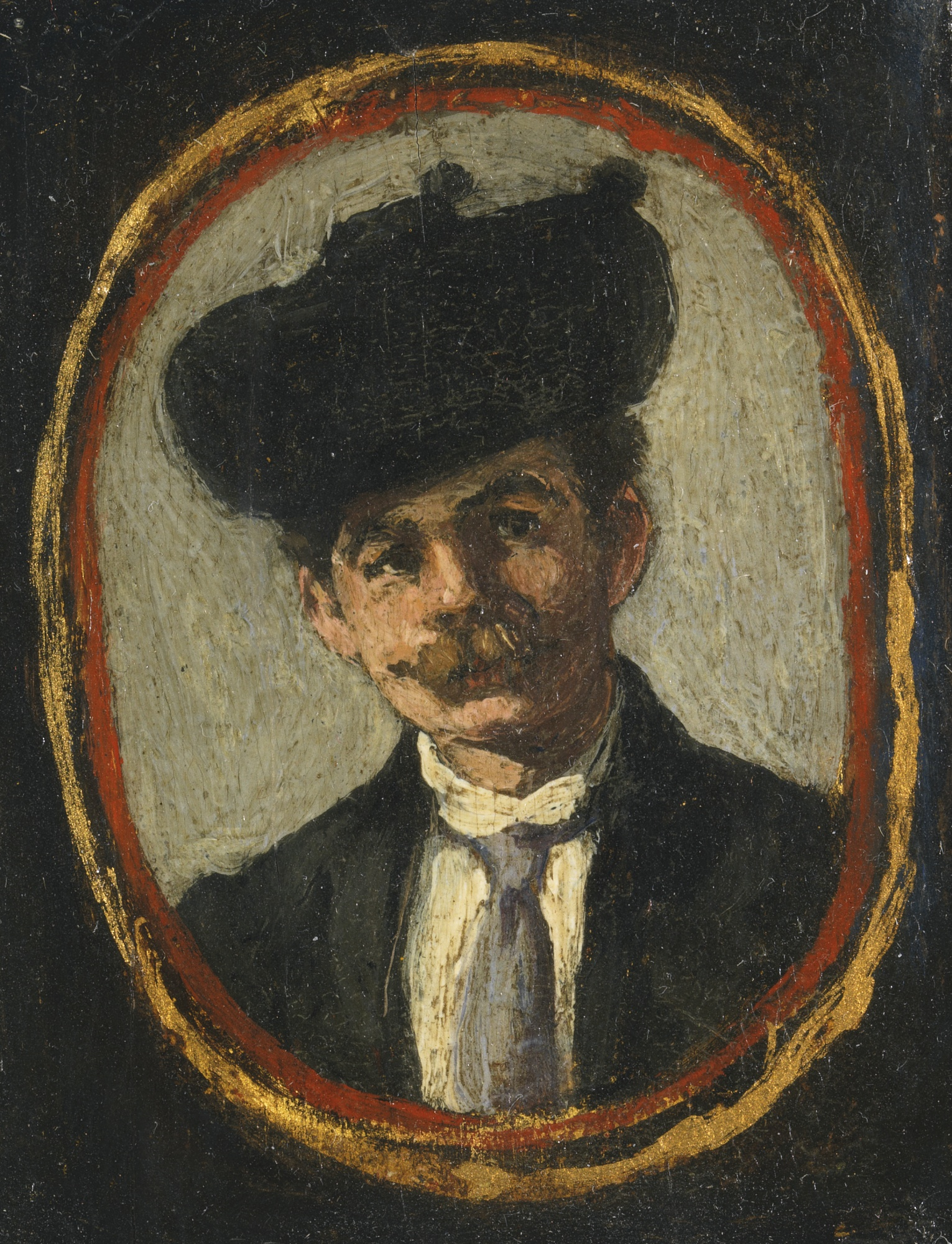
Édouard Manet: Bildnis des Monsieur Pagans, 1879
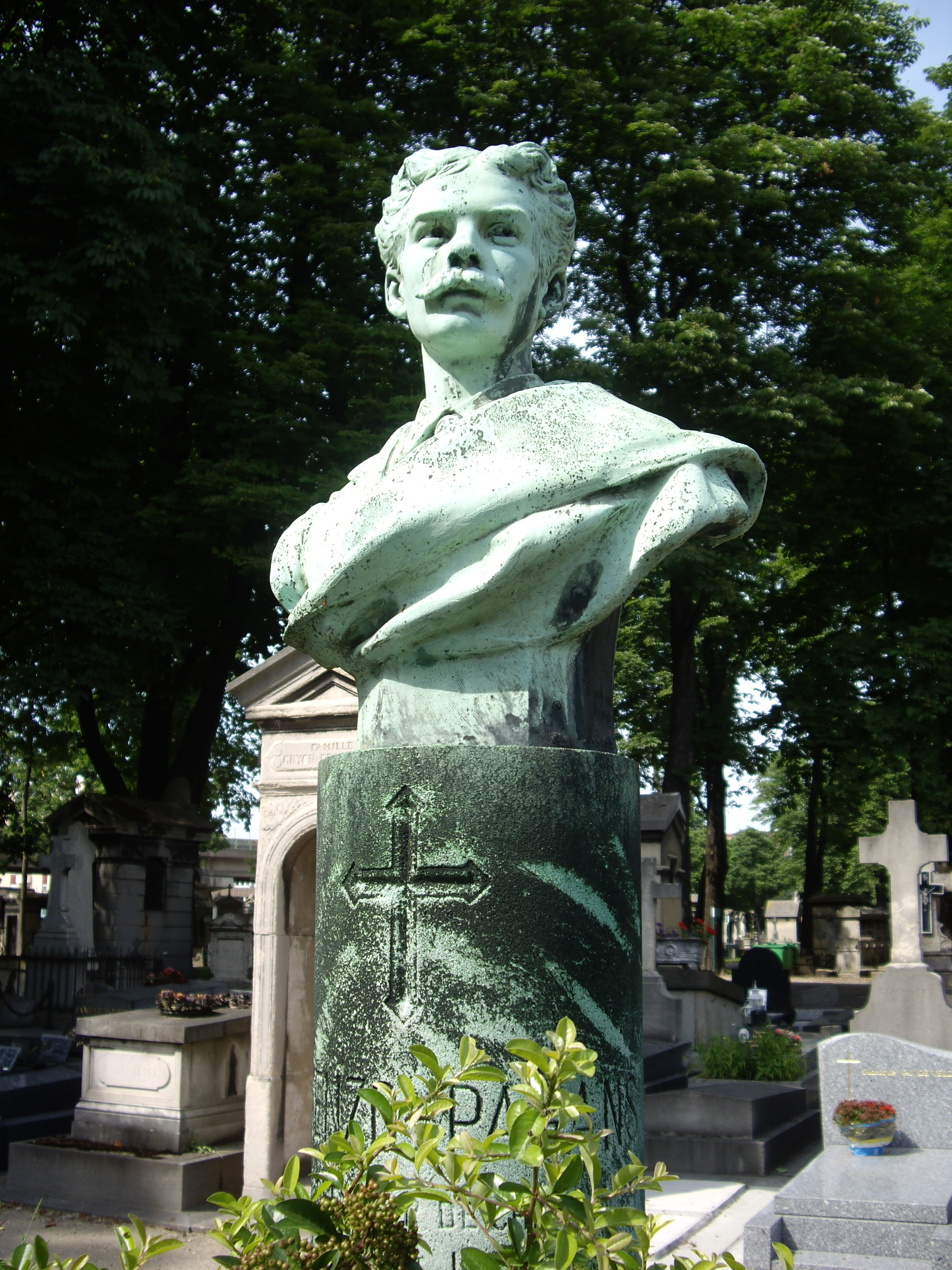
Pagans Grab in Paris mit einer Büste des Musikers

Nachdem sich Pagans in den 1870er Jahren von der Bühne zurückgezogen hatte, arbeitete er als Musiklehrer und gab Gesangsunterricht. Zu seinen Schülerinnen gehörten Elisa Volpini, Elena Sanz, Marie Belval und Jeanne Granier. Am 26. Mai 1883 heiratete er Flora Adelfina Peton. Nur wenige Wochen später starb Lorenzo Pagans am 7. Juli in Paris. Er fand seine letzte Ruhestätte auf dem Pariser Cimetière des Batignolles. Das Grab schmückt eine Porträtbüste des Bilduaers Ferdinand Leenhoff.